# Seychellen op de Olympische Zomerspelen 2004
De Seychellen namen deel aan de Olympische Zomerspelen 2004 in Athene. Net als tijdens alle eerdere edities bleef het zonder medaille.

## Deelnemers en resultaten

### Atletiek
| Olympiër       | Discipline      | Resultaat | Prestatie              |
| -------------- | --------------- | --------- | ---------------------- |
| Nelson Lucas   | 400m (m)        | 53e       | serie 4: 6de in 48,23  |
|                |                 |           |                        |
| Celine Laporte | 100m horden (v) | 35e       | serie 1: 8ste in 13,92 |

### Boksen
| Olympiër     | Discipline | Resultaat | Prestatie                            |
| ------------ | ---------- | --------- | ------------------------------------ |
| Julie Kitson | -64kg (m)  | 17e       | 1ste ronde: V van AUS Nourian: 22-51 |

### Gewichtheffen
| Olympiër       | Discipline | Resultaat | Prestatie                                                    |
| -------------- | ---------- | --------- | ------------------------------------------------------------ |
| Richard Scheer | -85kg (m)  | 12e       | trekken: 16de met 140kg stoten: 12de met 165kg totaal: 305kg |

### Judo
| Olympiër         | Discipline | Resultaat | Prestatie                                               |
| ---------------- | ---------- | --------- | ------------------------------------------------------- |
| Francis Labrosse | -60kg (m)  | 21e       | 1ste ronde: vrij 2de ronde: V van ARG Albarracin: ippon |

### Kanovaren
| Olympiër     | Discipline    | Resultaat | Prestatie                                                |
| ------------ | ------------- | --------- | -------------------------------------------------------- |
| Tony Lespoir | K-1 500m (m)  | 27e       | serie 4: 6de in 2.02,669 halve finale 2: 9de in 2.04,975 |
| Tony Lespoir | K-1 1000m (m) | 25e       | serie 1: 9de in 4.17,128                                 |

### Zeilen
| Olympiër    | Discipline | Resultaat | Prestatie                                     |
| ----------- | ---------- | --------- | --------------------------------------------- |
| Allan Julie | laser      | 20e       | 166,0 punten: (14-17-8-34-33-20-9-24-23-14-4) |

### Zwemmen
| Olympiër         | Discipline           | Resultaat | Prestatie               |
| ---------------- | -------------------- | --------- | ----------------------- |
| Bertrand Bristol | 200m vlinderslag (m) | 38e       | serie 1: 6de in 2.09,07 |
|                  |                      |           |                         |
| Shrone Austin    | 100m schoolslag (v)  | 43e       | serie 1: 3de in 1.19,02 |

Afghanistan · Albanië · Algerije · Amerikaanse Maagdeneilanden · Amerikaans-Samoa · Andorra · Angola · Antigua en Barbuda · Argentinië · Armenië · Aruba · Australië · Azerbeidzjan · Bahama's · Bahrein · Bangladesh · Barbados · België · Belize · Benin · Bermuda · Bhutan · Bolivia · Bosnië en Herzegovina · Botswana · Brazilië · Britse Maagdeneilanden · Brunei · Bulgarije · Burkina Faso · Burundi · Cambodja · Canada · Centraal-Afrikaanse Republiek · Chili · China · Chinees Taipei · Colombia · Comoren · Congo-Brazzaville · Congo-Kinshasa · Cookeilanden · Costa Rica · Cuba · Cyprus · Denemarken · Djibouti · Dominica · Dominicaanse Republiek · Duitsland · Ecuador · Egypte · El Salvador · Equatoriaal-Guinea · Eritrea · Estland · Ethiopië · Fiji · Filipijnen · Finland · Frankrijk · Gabon · Gambia · Georgië · Ghana · Grenada · Griekenland · Groot-Brittannië · Guam · Guatemala · Guinee · Guinee‑Bissau · Guyana · Haïti · Honduras · Hongarije · Hongkong · Ierland · IJsland · India · Indonesië · Irak · Iran · Israël · Italië · Ivoorkust · Jamaica · Japan · Jemen · Jordanië · Kaaimaneilanden · Kaapverdië · Kameroen · Kazachstan · Kenia · Kirgizië · Kiribati · Koeweit · Kroatië · Laos · Lesotho · Letland · Libanon · Liberia · Libië · Liechtenstein · Litouwen · Luxemburg · Macedonië · Madagaskar · Malawi · Malediven · Maleisië · Mali · Malta · Marokko · Mauritanië · Mauritius · Mexico · Micronesië · Moldavië · Monaco · Mongolië · Mozambique · Myanmar · Namibië · Nauru · Nederland · Nederlandse Antillen · Nepal · Nicaragua · Nieuw-Zeeland · Niger · Nigeria · Noord-Korea · Noorwegen · Oeganda · Oekraïne · Oezbekistan · Oman · Oostenrijk · Oost‑Timor · Pakistan · Palau · Palestina · Panama · Papoea-Nieuw-Guinea · Paraguay · Peru · Polen · Portugal · Puerto Rico · Qatar · Roemenië · Rusland · Rwanda · Saint Kitts en Nevis · Saint Lucia · Saint Vincent en Grenadines · Salomonseilanden · Samoa · San Marino · Sao Tomé en Principe · Saoedi-Arabië · Senegal · Servië en Montenegro · Seychellen · Sierra Leone · Singapore · Slovenië · Slowakije · Soedan · Somalië · Spanje · Sri Lanka · Suriname · Swaziland · Syrië · Tadzjikistan · Tanzania · Thailand · Togo · Tonga · Trinidad en Tobago · Tsjaad · Tsjechië · Tunesië · Turkije · Turkmenistan · Uruguay · Vanuatu · Venezuela · Verenigde Arabische Emiraten · Verenigde Staten · Vietnam · Wit-Rusland · Zambia · Zimbabwe · Zuid-Afrika · Zuid-Korea · Zweden · Zwitserland